# Puente de Santa Cruz de Moya
El puente de Santa Cruz de Moya (también, puente Nuevo) es un viaducto existente en el término municipal de Santa Cruz de Moya, provincia de Cuenca (Comunidad de Castilla-La Mancha, España).
Construido en la C-234 de Valencia-Ademuz sobre el río Turia en la segunda mitad de los años cincuenta, obra del ingeniero de caminos José Juan-Aracil Segura (1906-1982).

## Historia
La idea de construir una carretera entre Valencia y el Rincón de Ademuz se incluyó en el primer plan de carreteras de los años sesenta del siglo XIX, cuyo propósito era unir la capital provincial con las distintas comarcas valencianas.
Viendo el diseño original de esta carretera puede observarse que, en su tramo hasta Chelva coincidía grosso modo con el antiguo Camino Real (camino de Valencia a Cuenca y Madrid por Talayuelas). Desde Chelva el trazado se continuó por Titaguas, Aras de Alpuente (ahora, Aras de los Olmos) y Ademuz:

El planteamiento inicial contemplaba acceder a Santa Cruz de Moya desde Aras salvando el río Arcos mediante un tramo descendente por la Cuesta de los Flicos, como el antiguo camino, no como finalmente se ejecutó.
El Rincón de Ademuz. Análisis geográfico comarcal, Carles Rodrigo Alfonso

En la década de 1860 la carretera se completó hasta Chelva, donde la vía quedó interrumpida. La continuación hasta Titaguas no se llevó a cabo hasta los primeros años del siglo XX, mientras que su continuación hasta Aras de los Olmos data de la segunda década del mismo siglo (1913), quedando de nuevo interrumpida. 
Respecto de las comunicaciones de principios del siglo XX, el historiador y político José Martínez Aloy (1915) comenta: «El Rincón de Ademuz se halla de tal manera incomunicado con la capital de la provincia, que el medio más expedito para visitarlo es el de trasladarse previamente a Teruel».-
La carretera Valencia-Ademuz por Chelva y Aras de los Olmos incluía la construcción de un puente en Santa Cruz de Moya sobre el Turia y el labrado de dos túneles en término de Casasbajas. Los Túneles de Casasbajas se construyeron antes de la guerra civil española, de hecho durante la contienda se utilizaron como almacén de material de guerra y depósito de combustible-, además de como refugio antiaéreo: consta que Indalecio Prieto, Ministro de Defensa de España, con motivo de su visita al frente en la batalla de Teruel (1937-1938) pasó tres noches en el «túnel del Rayuelo».- La adjudicataria de la carretera de Casas Bajas a Santa Cruz de Moya, incluidos los túneles y puentes fue una empresa madrileña (Construcciones Sanz), que designó como Jefe de obras a Delfín Zubero Badiola (1889-1968), natural de Jaca (Huesca).
Durante la Segunda República Española estaba prevista la construcción del puente de Santa Cruz de Moya, pero el estallido de la Guerra Civil detuvo en Sevilla el barco que traía de Vizcaya el material y maquinaria para su construcción. El hecho lo describe Vicente Badía Marín (1956), y lo recoge Sánchez Garzón (2018):

Parece que la fatalidad hizo presa en esta carretera, pues faltando tan sólo unos tramos antes y después de Santa Cruz de Moya, para terminarlo, se interrumpieron las obras al estallar la guerra, entres otras causas propias de aquellos sucesos, por haber quedado detenido en Sevilla el barco que transportaba desde Vizcaya materiales y maquinaria para la construcción del gran puente sobre el Turia, que es uno de los tramos que faltan y desde luego el más importante./ Al parecer, terminada la guerra de Liberación, el contratista recuperó los materiales y pudo concentrarlos en las inmediaciones de la obras, concretamente en Aras de Alpuente. Allí continúan a la intemperie las piezas del puente, algunas con peso de varias toneladas y también con muchas toneladas de herrumbre; hasta hace pocos años, el contratista, el material y la maquinaria, permanecieron al pie de la obra esperando una revisión de las bases de la subasta, ya que con los tipos económicos anteriores a la guerra no se podía trabajar y era preferible abandonar y perder lo invertido, como así se hizo.
El puente de Santa Cruz de Moya, Cuenca, Alfredo Sánchez Garzón

A comienzos de los años cincuenta del siglo XX (1953), Badía Marín relata un viaje de Valencia al Rincón de Ademuz, que pone en evidencia la necesidad del puente: «Hemos tenido que hacer un recorrido de 163 kilómetros en ferrocarril y 36 en autobús, en total 199 kilómetros. Si existiera el puente sobre el Turia en Santa Cruz de Moya y los dos pequeños tramos de carretera que faltan, el viaje se hubiera reducido considerablemente, en unos 80 kilómetros».-
El diseño del puente fue obra del ingeniero de caminos José Juan-Aracil Segura (1906-1982).
El Ministerio de Obras Públicas –Dirección General de Carreteras y Caminos Vecinales- en vista del resultado de la subasta para la construcción de las obras en la carretera comarcal Valencia-Ademuz: Terminación y acondicionamiento del trozo sexto de la Sección de Titaguas a Ademuz, Puente sobre el río Turia en Santa Cruz de Moya (Cuenca) a Gil García Oliver (Burjasot, Valencia), su único postor. El adjudicatario se comprometía a terminar las obras a los cuarenta meses de su comienzo, por la cantidad de 7.648.000 pesetas, «que produce en el presupuesto de la contrata de pesetas 7.723-216,69, la baja de 75.216,69 pesetas en beneficio del Estado».-
La finalización del trazado de esta carretera no se completó hasta principios de los años sesenta del siglo XX (ca.1963), cuando se terminó el puente de Santa Cruz de Moya sobre el río Turia y dos tramos de carretera que faltaban en el término.

## Ubicación y descripción
Se halla en el trazado de la antigua carretera C-234 de Valencia-Ademuz, actual CM-5121, a la altura de las Hoyas del Turia en Santa Cruz de Moya. En una aproximación literaria, la vista del puente hace exclamar al poeta:

(...) y lo que se le aparece es la gran obra del Puente de Santa Cruz de Moya desollando las arista de la roca para descansar sus extremos en una longitud de 91 metros; su única arcada semicircular soporta los pretiles a los que se asoma Esparza para escudriñar el hondón del cauce allá abajo, a 80 metros de distancia, grabándose para siempre en la memoria como un acto de contrición y arrepentimiento al agachar la cabeza mirando hacia su fondo, no sería desacertado motejarlo como el puente de los arrepentidos, piensa mientras desploma su mirada de vértigo por unas aguas que parecen inmóviles.
Guadalturia. La poesía de nuestro río, Ricardo Fombuena Vidal

El puente de Santa Cruz de Moya sobre el Turia está formado por un arco de hierro de cuatro armaduras unidas entre sí, con un encofrado de cemento. La longitud del arco (anchura del cañón del Turia) es de 85 metros y la altura de 100 metros sobre el lecho del río. Aunque la estructura del puente es de hierro, se halla recubierto de cemento en su totalidad, de forma que no se ve el metal en absoluto. La revista valenciana «Sicania» (1959), recoge cuatro instantáneas de la construcción del puente; aunque las imágenes son de mala calidad, por el soporte de papel, dan idea del estado del puente en aquel momento histórico.-
Su fisonomía recuerda al arco central del Viaducto viejo de Teruel y el Viaducto Martín Gil.
El puente se halla en magnífico estado de conservación, tan solo las barandas originales fueron sustituidas hace unos años por otras metálicas, pintadas en verde por un grupo de vecinos voluntarios de Santa Cruz de Moya, con motivo de la Vuelta Ciclista a España (2017).
Dada su singularidad y belleza, la imagen del puente constituye el símbolo de la localidad, habiendo sido utilizada como icono turístico en distintas campañas instituciones de la Comunidad de Castilla-La Mancha.

## Galería

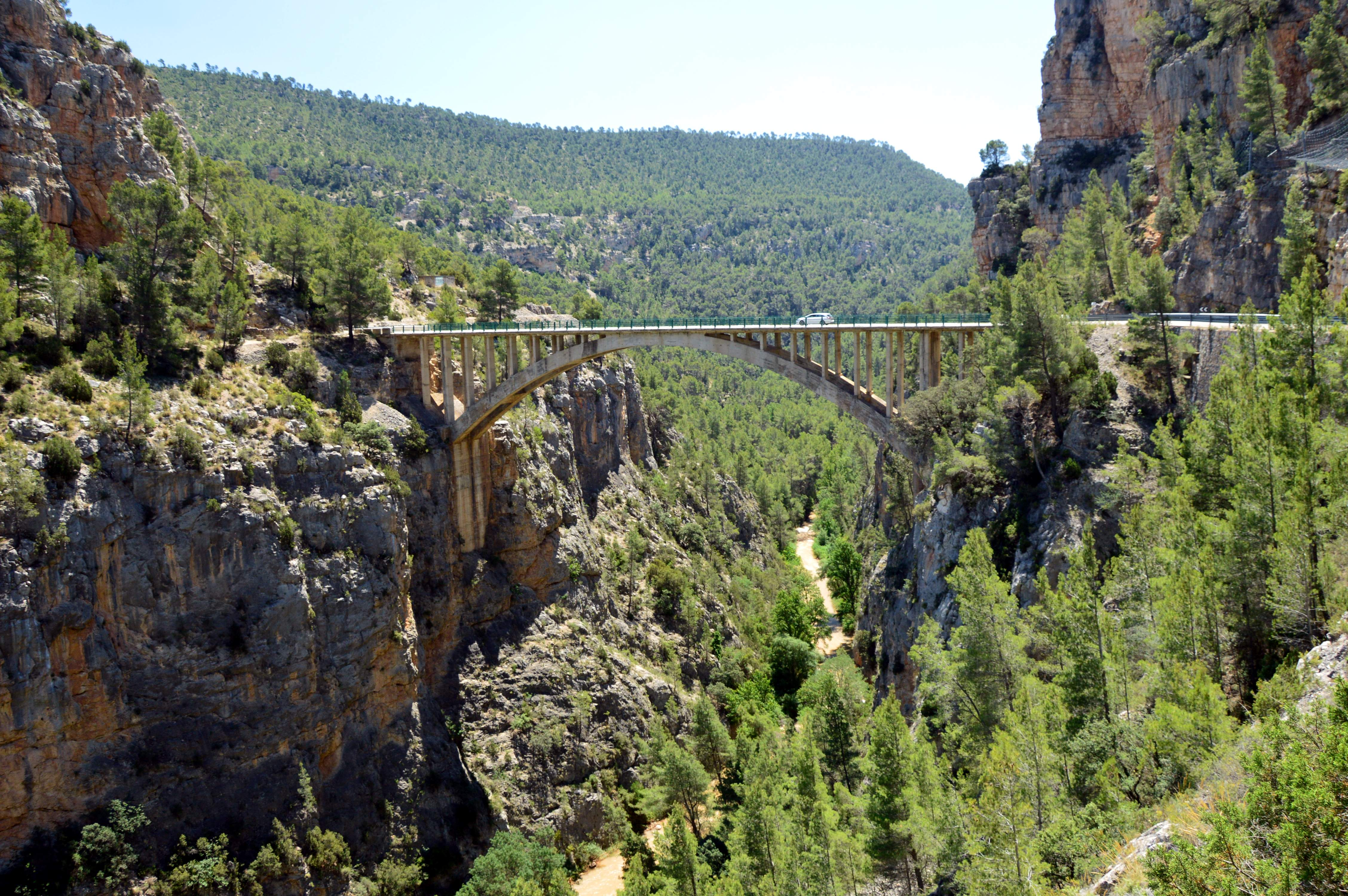
Puente de Santa Cruz de Moya, sobre el río Turia (2018).
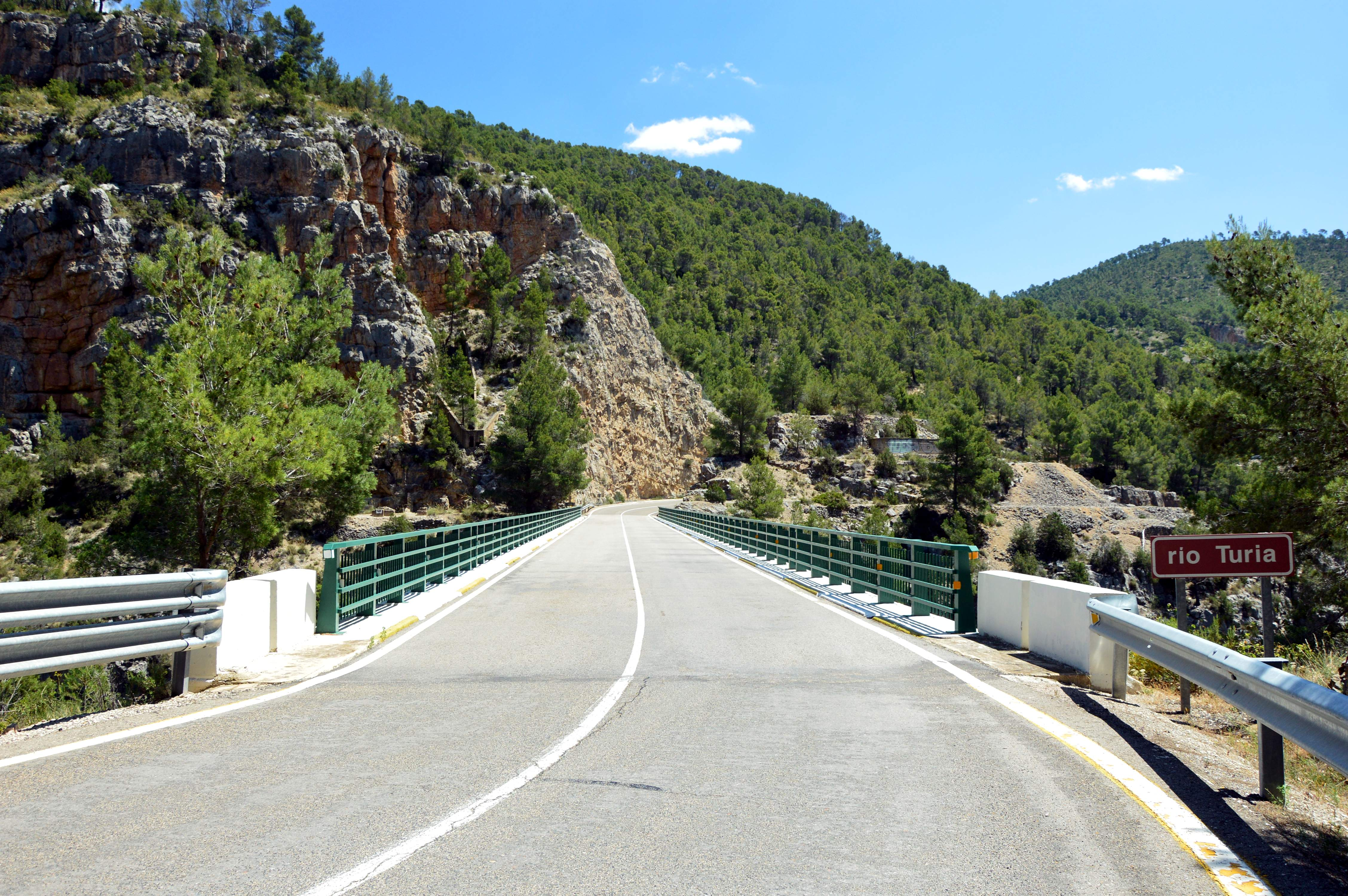
Puente de Santa Cruz de Moya, dirección Valencia (2018).
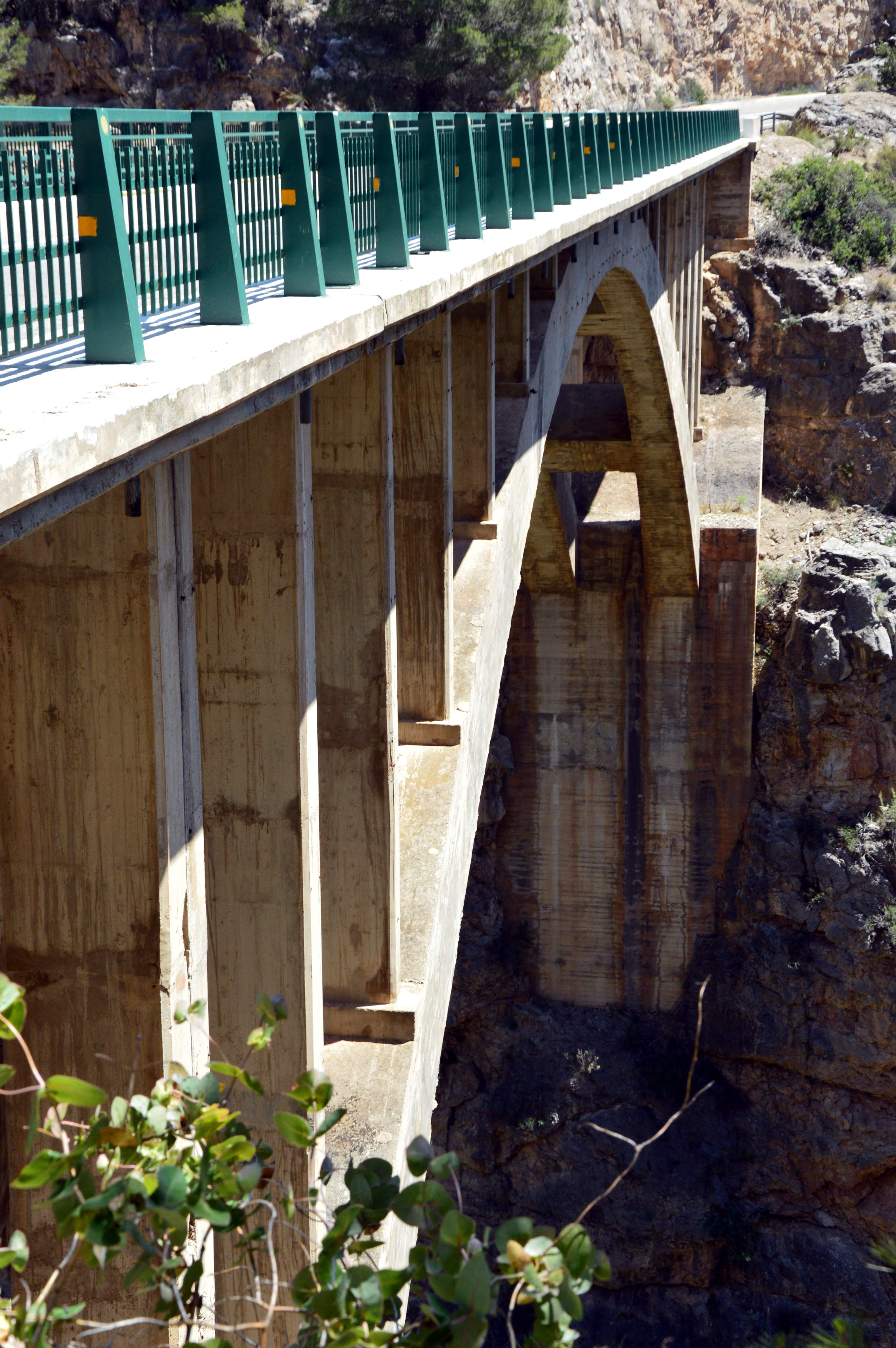
Vista parcial (suroccidenal: aguas abajo) del puente de Santa Cruz de Moya, con detalle del arco (2018).
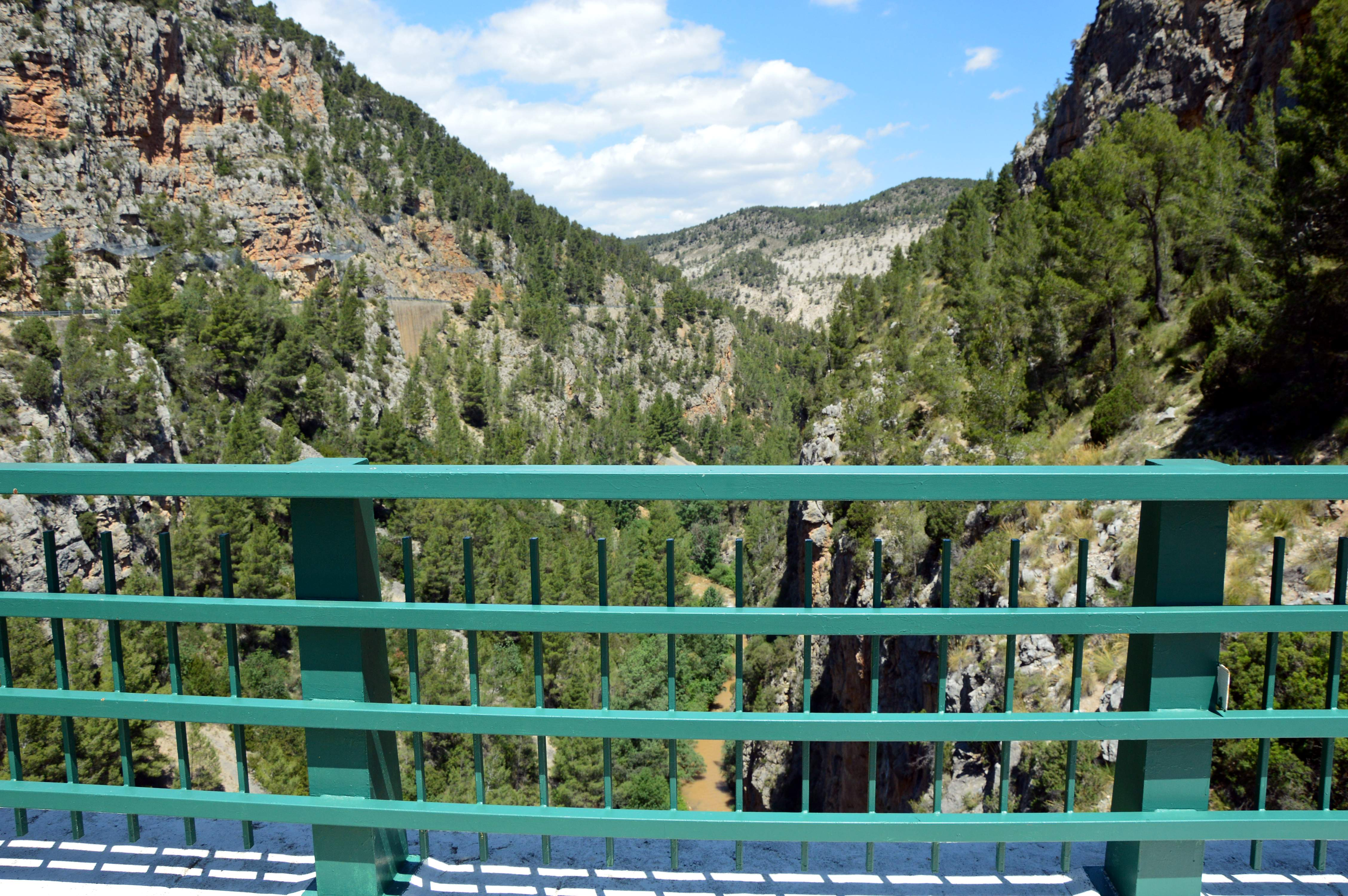
Detalle de la baranda del puente de Santa Cruz de Moya, aguas arriba (2018).
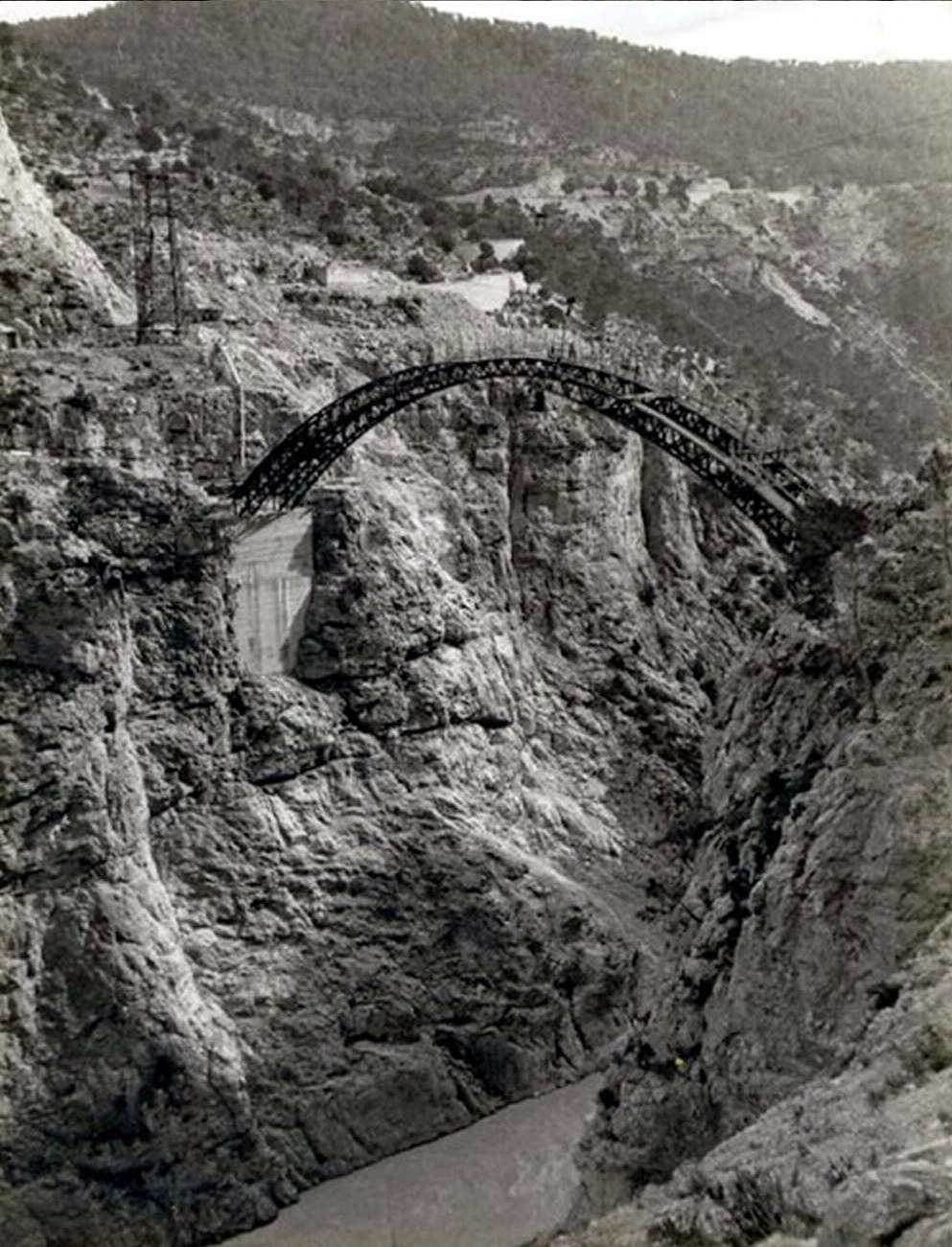
Detalle de la armazón metálica del puente de Santa Cruz de Moya sobre el río Turia (ca.1959).